# Verlan
Verlan – przestawianie sylab lub czytanie wyrazów od tyłu, tak by utworzyć nowe słowa slangu, występuje w języku francuskim.
Sama nazwa verlan utworzona jest właśnie w ten sposób: verlan ⇐ lanver ⇐ l'envers (na odwrót).
Verlan jest najczęściej używany w języku mówionym, dlatego pojawiają się spory, jak zapisywać utworzone w ten sposób słowa. Najczęściej, jeżeli słowo trudno wymówić, lekko się je zmienia, ułatwiając wymowę. Zapisuje się je najczęściej zgodnie z zasadami pisowni francuskiej.
Niektóre wyrażenia na stałe weszły do użytku codziennego (np. C'est un truc de ouf! – „To coś niesamowitego!”).

## Przykładowe słowa w verlanie
- cimer ⇐ merci (dziękuję)
- relou ⇐ lourd (dosł. ciężki, potocznie: męczący, nużący)
- ouf ⇐ fou (dosł. szalony, potocznie: niesamowity)
- fait ièche ⇐ fait chier (wkurza)
- keuf ⇐ flic (glina)
- keum ⇐ mec (facet)
- laisse béton ⇐ laisse tomber (daj spokój) – spopularyzowane przez piosenkę piosenkarza Renaud
- meuf ⇐ femme (kobieta)
- teuf ⇐ fête (impreza)
- reum ⇐ mère (matka)
- beur ⇐ arabe (Arab)
- reubeu ⇐ beur (Francuz pochodzący z Maghrebu; podwójne przestawienie: arabe → beur → reubeu)
- tromé ⇐ metro
- zyva ⇐ vas-y (dosł. idź tam, potocznie: no dalej!)